# Операційний ризик
Операці́йний ри́зик — економічний термін який описує групу ризиків, що виникають в процесі поточної діяльності (операцій) банку, це ризик прямих або непрямих втрат, викликаних помилками або недосконалістю процесів, систем в організації, помилками або недостатньою кваліфікацією персоналу організації або несприятливих зовнішніх подій нефінансової природи (наприклад, шахрайство або стихійне лихо). У це визначення входить і юридичний ризик (тобто ризик, який виникає через недотримання вимог законодавства, договорів, прийнятої практики, а також через можливість двозначного тлумачення законів та правил), але не входить стратегічний та репутаційний ризики.

## Класифікація операційних ризиків
- ризик персоналу — ризик витрат, пов'язаний із можливими помилками співробітників, шахрайством, недостатньою кваліфікацією персоналу, можливістю несприятливих змін у трудовому законодавстві тощо;
- ризик процесу — ризик витрат, пов'язаний із помилками в процесах проведення операцій і розрахунків за ними, їхнього обліку, звітності, ціноутворення тощо;
- ризик технологій — ризик витрат, який обумовлений недосконалістю технологій, що використовуються тощо;
- ризики середовища — ризики витрат, пов'язані з нефінансовими змінами в середовищі, в якому діє організація — змінами в законодавстві, політичними змінами, змінами системи оподатковування тощо;
- ризики фізичного втручання — ризики витрат, пов'язані з безпосереднім фізичним втручанням у діяльність організації — стихійними лихами, пожежами, пограбуваннями, тероризмом тощо.